# Eurobodalla National Park
Eurobodalla National Park är en park i Australien. Den ligger i delstaten New South Wales, i den sydöstra delen av landet, omkring 270 kilometer söder om delstatshuvudstaden Sydney. Eurobodalla National Park ligger 2 meter över havet. Arean är 29,1 kvadratkilometer.
Trakten är glest befolkad. Närmaste större samhälle är Narooma, omkring 11 kilometer söder om Eurobodalla National Park. Genomsnittlig årsnederbörd är 1 305 millimeter. Den regnigaste månaden är april, med i genomsnitt 168 mm nederbörd, och den torraste är juli, med 5 mm nederbörd.